# Zion Suzuki
Zion Suzuki (japanisch 鈴木 彩艶 Suzuki Zion; * 21. August 2002 in Newark, New Jersey) ist ein US-amerikanisch-japanischer Fußballspieler.

## Biografie

### Privates
Suzuki wurde in Newark, New Jersey, geboren als Kind einer Japanerin und eines US-Amerikaners mit ghanaischen Wurzeln. Noch vor seinem ersten Geburtstag zog die Familie nach Saitama um, wo er aufwuchs.

## Karriere

### Verein
Zion Suzuki erlernte das Fußballspielen in der Jugendmannschaft der Urawa Red Diamonds. Hier unterschrieb er am 1. Februar 2019 auch seinen ersten Vertrag. Der Verein aus Urawa spielte in der ersten japanischen Liga. 2019 und 2020 kam er in der ersten Liga nicht zum Einsatz. Sein Erstligadebüt gab Zion Suzuki am 9. Mai 2021 (13. Spieltag) im Heimspiel gegen Vegalta Sendai. Hier stand er in der Startelf und stand die kompletten 90 Minuten im Tor.  Am 19. Dezember 2021 stand er mit dem Klub im Endspiel des Kaiserpokals, dass man mit 2:1 gegen Ōita Trinita gewann. 2022 gewann er mit den Urawa Red Diamonds den japanischen Supercup. Das Spiel gegen den Meister von 2021, Kawasaki Frontale, gewann man am 12. Februar durch zwei Tore von Ataru Esaka mit 2:0. In der Saison 2023 wurde er lediglich in einem Pokalspiel und in fünf Spielen im Ligapokal eingesetzt.
Anfang August 2023 wurde er mit anschließender Kaufoption an den belgischen Erstdivisionär VV St. Truiden für die Saison 2023/24 ausgeliehen. Die Kaufoption wurde Anfang Februar 2024 ausgeübt. Insgesamt bestritt er in dieser Saison 32 von 39 möglichen Ligaspielen für St. Truiden.
Im Juli 2024 wechselte Suzuki in die italienische Serie A zum Aufsteiger Parma Calcio 1913.

### Nationalmannschaft
Von 2017 bis 2019 spielte Zion Suzuki sechsmal in der japanischen U17-Nationalmannschaft. Mit der Mannschaft nahm er 2019 an der U17-Weltmeisterschaft in Brasilien teil. Mit der Mannschaft kam er bis ins Achtelfinale. Hier schied man gegen Mexiko aus. Einmal spielte er 2018 in der U18-Mannschaft. Hier kam er am 25. August 2018 in einem Freundschaftsspiel gegen die Vereinigten Staaten zum Einsatz.
Am 19. Juli 2022 bestritt er sein erstes Länderspiel für die A-Nationalmannschaft im Rahmen der Ostasienmeisterschaft 2022 gegen Hongkong. Suzuki war Teil des japanischen Aufgebots für die Asienmeisterschaft 2024, wo er in allen Spielen bis zum Ausscheiden im Viertelfinale gegen Iran eingesetzt wurde.

## Erfolge
Urawa Red Diamonds
- Japanischer Pokalsieger: 2021
- Japanischer Supercup-Sieger: 2022